# قانون الجنسية الماليزية

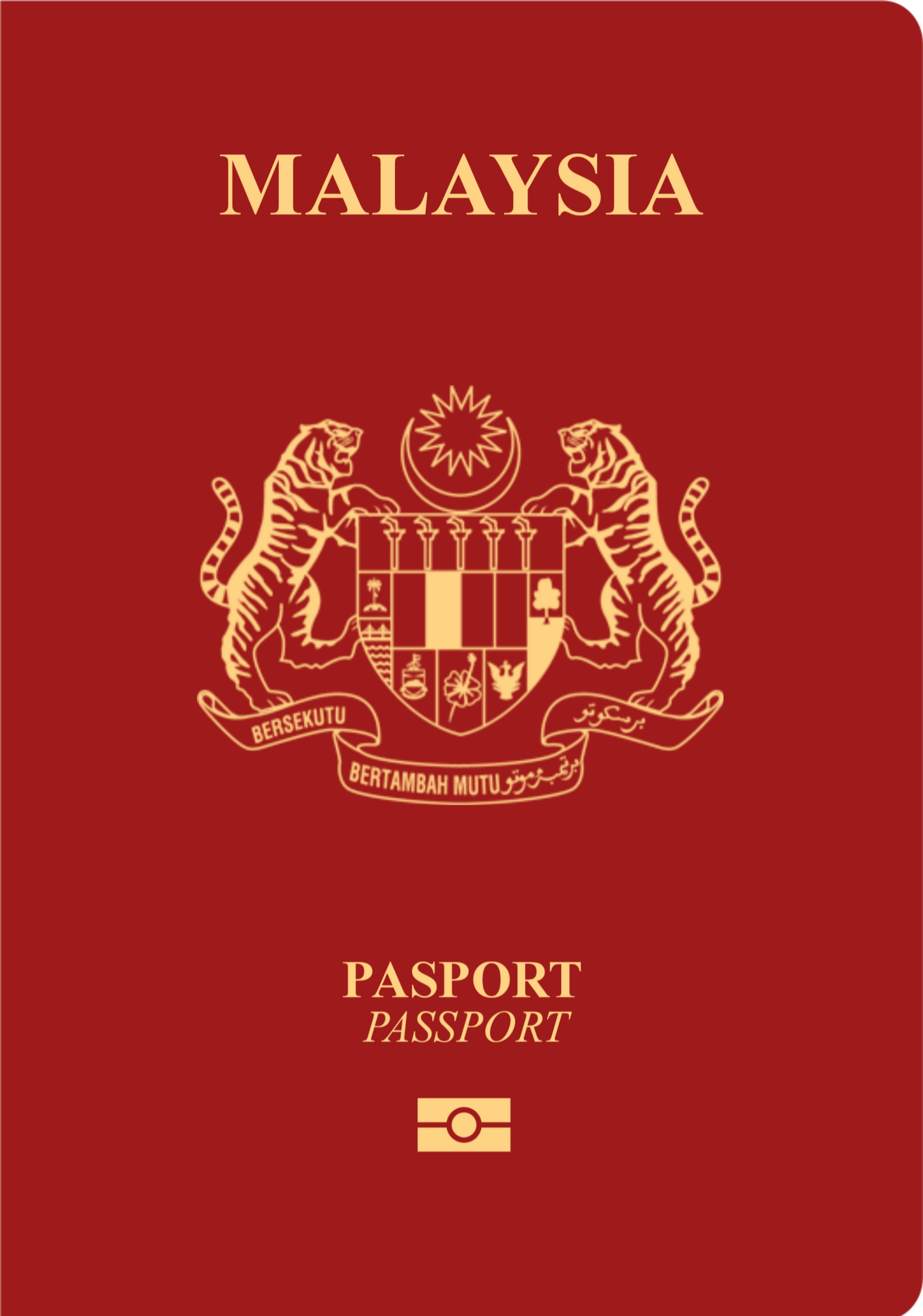
الغلاف الأمامي للجواز الماليزي.

قانون الجنسية الماليزي، هو القانون موجود في الدستور الماليزي الذي يحدد كيفية الحصول على حق المواطنة و الجنسية في ماليزيا.

## لمحة تاريخية
تم تطبيق قانون المواطنة لأول مرة في العديد من الولايات الماليزية قبل أن تحقق ماليزيا استقلالها وسيادتها. كانت مستوطنات المضيق، والتي تتألف من بينانق وملقا وسنغافورة ولابوان أول من قدم قانون المواطنة والجنسية في تلك المنطقة. وينص قانون الجنسية عام 1867 على:
كما نص على:

## الشروط
يمنح القانون الماليزي حق الجنسية الماليزية لأي شخص استوفي أحد الشروط الآتية:
- أي شخص مولود قبل يوم ماليزيا (16 سبتمبر/أيلول 1963) إذا كان:

1. مواطناً ماليزياً قبل يوم استقلال ماليزيا بموجب أي من أحكام اتفاقية اتحاد ملايا 1948.
2. مولوداً في ماليزيا في يوم الاستقلال أو بعده ولكن قبل أكتوبر/تشرين أول من عام 1962.
3. مولوداً في ماليزيا بعد سبتمبر/أيلول 1962 بشرط أن يكون أحد والديه على الأقل مواطناً ماليزياً أو مقيماً دائماً في ماليزيا ولم يكن مولوداً أو مواطناً في أي دولة أخرى.
4. مولوداً خارج ماليزيا بعد يوم استقلال ماليزيا لأب ماليزي بالولادة ومولود في ماليزيا.
5. مولوداً خارج ماليزيا في يوم استقلال ماليزيا أو بعده لأب ماليزي بشرط أن تكون الولادة قد سجلت خلال سنة من حدوثها لدى إحدى قنصليات الدولة الماليزية في الخارج أو لدي الحكومة الفيدرالية الماليزية حال حصول الولادة في سنغافورة أو سراوق أو بروناي أو شمال بورنيو.

- أي شخص مولود بعد يوم ماليزيا إذا كان:

1. مولوداً في ماليزيا بشرط أن يكون أحد أبويه مواطناً ماليزياً أو مقيماً دائماً في ماليزيا.
2. مولوداً خارج ماليزيا لأب ماليزي بالولادة أو كان في خدمة الحكومة الفيدرالية الماليزية أو إحدى الولايات الماليزية.
3. مولوداً خارج ماليزيا لأب ماليزي بشرط أن تكون الولادة قد سجلت خلال سنة من حدوثها لدى إحدى قنصليات الدولة الماليزية في الخارج أو لدي الحكومة الفيدرالية الماليزية.
4. مولودا في سنغافورة بشرط أن يكون أحد أبويه على الأقل ماليزياً ولم يولد مواطناً لأي بلد آخر.[1]

### اكتساب الجنسية
يمكن للشخص أن يصبح مواطناً ماليزياً إما عن طريق التسجيل أو التجنيس. في حالة التسجيل، عندما يكون الشخص مواطن بالنسبة للقانون ولكن لم يتم تسجيله بعد، يحق لهذا الشخص الحصول على الجنسية عند تقديم الطلب ويتم تسجيله كمواطن ماليزي فوراً.
أما حالة التجنيس، فهي تُشير إلى عملية توطين شخص ليس مواطناً ماليزياً، وتخضع هذه العملية إلى متطلبات وشروط الحكومة الاتحادية. إن أي شخص يحمل الجنسية الماليزية غير مسموح له بحمل جنسية أخرى، فماليزيا لا تسمح بازدواجية الجنسية وتسقط الجنسية الماليزية تلقائيا عن أي مواطن ماليزي يحصل علي جنسية جديدة.
يجب على المتقدين عن طريق التسجيل أن يكون لديهم معرفة أولية باللغة الملاوية، بينما يجب على المتقدمين بطلب التجنيس أن يكون لديهم معرفة كافية باللغة. كما يفرض القانون الماليزي علي المتقدمين للطلب للحصول علي الجنسية الماليزية أن يكونوا قد استوفو شرط الإقامة في ماليزيا لمدة عشر سنوات من الإثني عشرة سنة الماضية وأن يكونوا لم يغادروا ماليزيا خلال الإثني عشر شهراً السابقة للتقدم بطلب الحصول علي الجنسية. هذه الشروط موجودة في الفقرة الثالثة في الدستور الماليزي ولكن لايوجد تعريف واضح لما هو معرفة أولية أو معرفة كافية باللغة، لذلك غالباً مايكون اختبار اللغة غير موضوعي وأحياناً لا يتطلب وجود المعرفة الكتابية للغة.

### الإقامة الدائمة في صباح وسراوق
تعتبر الإقامة الدائمة في كل من صباح وسراوق مختلفة عن باقي ولايات ماليزيا. فلكل من صباح وسراوق استقلال ذاتي بالنسبة لشؤون الهجرة المفروضة على سكان شبه الجزيرة الماليزية، ويعفى جميع الأشخاص المقيمين إقامة دائمة في صباح وسرواق من ضوابط الهجرة لولاياتهم، حيث أن المواطن الماليزي المولود لمقيم دائم في صباح أو سرواق يأخذ حق الإقامة الدائمة في هاتين الولايتين تلقائياً بغض النظر عن المكان الذي وُلِد فيه. أيضاً، لا تؤدي الولادة في صباح أو سراوق وحدها إلى جعل الشخص مقيم إقامة دائمة إلا إذا كان أحد والديه يحمل الإقامة الدائمة. يُشار إلى حالة الإقامة للشخص بحرف على بطاقة الهوية الماليزية (MyKad) تحت الصورة الشخصية، بحيث يكون (H) لصباح و(K) لسرواق ولا شيء للأشخاص من شبه الجزيرة الماليزية.
أيضاً يشار إلى الجواز السفر الماليزي بصيغة مشابهة لبطاقة الهوية بحرف يسبق رقم الجواز بحيث يكون (H) لصباح و(K) لسرواق و(A) للأشخاص من شبه الجزيرة الماليزية.

### مواطنية الكومنويلث
يُعتبر جميع مواطني ماليزيا مواطني في دول الكومنويلث ويحق لهم بعض الحقوق في المملكة المتحدة لبريطانيا وجميع دول الكومنويلث. مثلاً، يحق للماليزيين التصويت في كافة الانتخابات (بمافيها البرلمان الأوروبي)، كما يمكنهم أن يشغلو مناصب في الحكومة أو ضمن هيئة المحلفين في المملكة المتحدة. أيضاً، يحق للماليزيين الحصول على مساعدة قنصلية من السفارات البريطانية في دول غير تابعة للكومنويلث إذا لم يكن يوجد ممثل ماليزي.
بعض الحقوق الأخرى تتضمن:
- الحق (ما لم يستثنى خلاف ذلك كالسجن مثلاً) بالتصويت في كافة الانتخابات البرلمانية والمحلية والأوروبية،[5] طالما أن المواطن يحمل بطاقة انتخابية بريطانية.[6]
- الحق (ما لم يستثنى خلاف ذلك) بالترشح في مجلس العموم، طالما أن المواطن يحمل إجازة غير محددة للبقاء أو لا يتطلب إجازة بحسب قانون الهجرة البريطاني 1971.
- الحق في الجلوس في مجلس اللوردات.
- إشغال مناصب حكومية كالقضاة والوزراء وعناصر الشرطة والانضمام إلى القوات المسلحة.

## حرية السفر

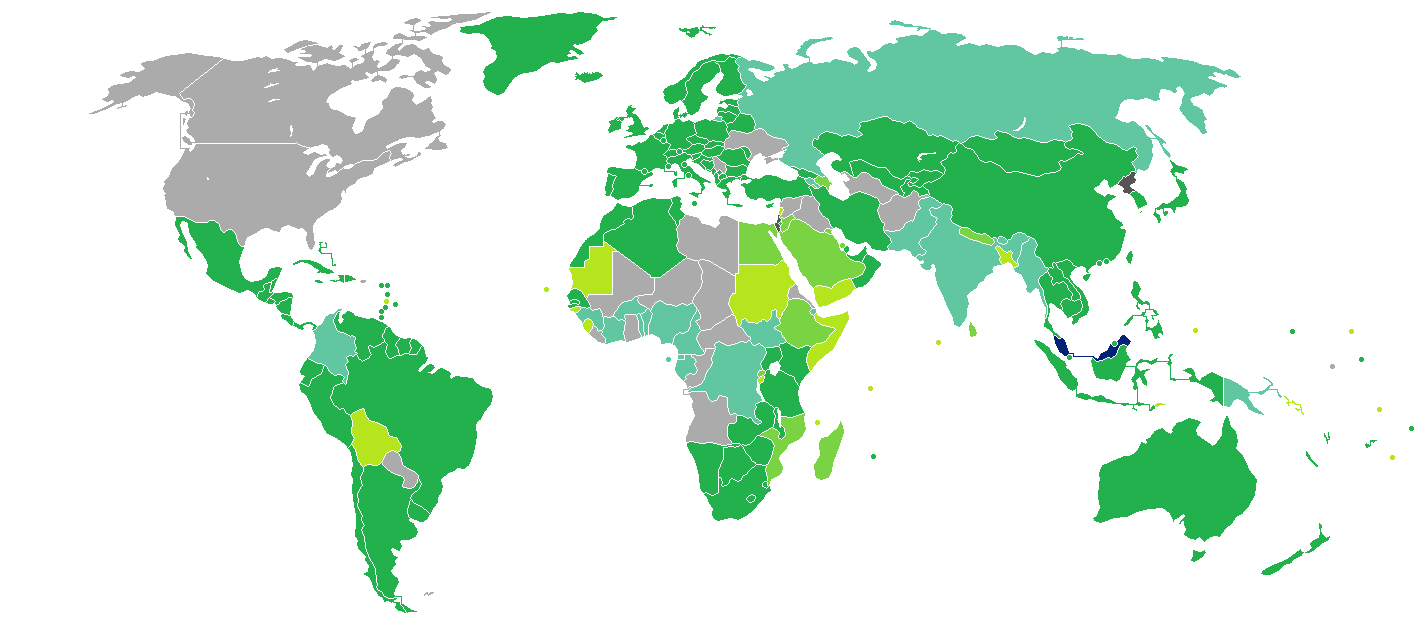
متطلبات الحصول على تأشيرة لمواطني ماليزيا.

حتى عام 2016، يمكن لحامل الجواز السفر الماليزي السفر إلى 164 دولة بدون الحصول على تأشيرة مُسبقة، مما يُصنف الجواز السفر الماليزي رقم 13 عالمياً بالنسبة لمؤشر القيود على التأشيرات.